# 国際公務員
国際公務員（こくさいこうむいん）とは、国際連合及びその下部組織や専門機関、その他の国際機関に勤める職員のことである。国際機関職員とも呼ばれる。

## 中立性
国際公務員には、出身国等の特定の国家の利益のためではなく、所属する国際機関及び国際社会の共通の利益のために、中立の立場で働くことが求められる。

## 特権
国際連合の職員は「国連の特権及び免除に関する条約」（国連特権免除条約）、国連専門機関の職員は「専門機関の特権及び免除に関する条約」の適用を受ける。
その結果、国際連合及びその専門機関の職員は、これらの条約の締約国においては、条約で規定された特権・免除を享受する。
その他の国際機関の職員に与えられる特権・免除は個別の条約等によって規定される。例えば、世界貿易機関（WTO）の職員については、加盟国によって「専門機関の特権及び免除に関する条約」同様の特権及び免除が与えられることが、WTO設立協定に規定されている。

国際連合及びその専門機関の職員には国連レッセ・パッセ（または国際連合通行証）という一種の渡航文書が与えられる。本証には、赤と青の2種類があり、赤のレッセ・パッセを携帯する幹部職員には、外交官が有する外交特権と同一の便益が与えられる。

## 勤務条件
OECDやIMF等の国際金融関係機関を除き、多くの国際機関は給与水準等について定めた国連共通制度（United Nations Common System）に加入しているため、各機関の基本的な勤務条件はほぼ同様になっている。これは勤務条件を統一することで、各機関における採用面での競争をなくし、人事交流を円滑化しようとの趣旨である。

## 採用

### 空席公募
国際機関に就職する一般的な方法はポストに欠員が出た際の募集に応募し採用されることである。
各国際機関の各部署・各事務所で欠員が生じる際に随時募集が行われ、書類選考、筆記、面接を通過すれば採用される。応募資格は一般的に以下の通りである。
- 学位：応募するポストと関連する分野での修士号以上の学位があること（学士号でも応募できる場合もある）
- 専門性：応募するポストと関連する分野での勤務経験があること
- 語学力：英語で職務遂行が可能であること（仏語その他国連公用語が求められる場合もある）

空席情報は各国際機関や外務省国際機関人事センターのホームページに掲載されている。

### JPO
外務省の行っているJPO（Junior Professional Officer）派遣制度に応募し選考を通過すると、原則として2年間国際機関で正規職員と同様に勤務することができる。ただし、派遣期間終了後に正規職員になるためには上記の空席公募で採用される必要がある。応募資格は以下の通りである。
- 35歳以下であること
- JPOを派遣することのできる国際機関に関連する分野における修士号を取得しており、当該分野に関連する職種において2年以上の職務経験を有すること
- 英語で職務遂行可能であること
- 将来にわたり国際機関で働く意思を有すること
- 日本国籍を有すること

### YPP
国連事務局ヤング・プロフェッショナル・プログラム（YPP）に合格するとロスター（合格者名簿）に掲載される。ポストの空き状況に応じロスター掲載者の中から選考が行われ、ポストに採用される。ただし、ロスターの有効期限は3年間である。ポストに採用されると2年の任期で勤務し、勤務中の成績が優秀であれば引き続き雇用される。応募資格は以下の通りである。
- 日本国籍を有し、32歳以下（受験年の12月31日時点）であること
- 英語またはフランス語で職務遂行が可能であること
- 募集分野に関連する学士号以上の学位を有すること

国連事務局以外に、OECDやFAOなど、独自の若手職員採用制度を導入している国際機関がある。YPP、YAP、JPOなど名称はさまざまである。

## 国際公務員の種類

### レベルによる区分
- SG（Secretary-General) - 事務総長
- DSG（Deputy Secretary-General) - 副事務総長
- USG（Under Secretary-General） - 事務次長（局長レベル）
- ASG（Assistant Secretary-General) - 事務次長補（局次長レベル）
- D（Director） - 管理職
  - D-2（Director） - 部長レベル
  - D-1（Principal Officer） - 部次長レベル
- P（Professional） - 専門職
  - P-5（Senior Officer） - 課長レベル
  - P-4（First Officer）
  - P-3（Second Officer）
  - P-2（Associate Officer）
  - P-1（Assistant Officer）
- G（General） - 一般職

### 勤務先による区分
- 国際連合職員：国際連合及びその下部組織の職員
- 国際連合専門機関職員：WHO等の国際連合の専門機関の職員
- その他の国際機関職員：IAEA、WTO、OECD等

## 国際機関における日本人職員
国連等の国際機関に勤務する日本人の職員数は、国際連合が拠出金等から算定した望ましい日本人職員数を大きく下回っている。このため、外務省では、国際機関人事センターを設置し、国際機関での日本人職員採用の支援を行っている。2024年3月現在、最も高位の職員は、国際連合事務次長（ナンバースリー）で軍縮担当上級代表の中満泉。